# Dráčik
Dráčik je slovenská obchodní společnost zabývající se maloobchodním prodejem hraček, označovaná také jako outlet hraček. Jejím zakladatelem a majitelem je bratislavský podnikatel Dušan Víglaský. Byla založena v roce 1991 a působí i v České republice. První česká prodejna byla otevřena v roce 2008. K říjnu 2024 firma uváděla seznam více než 73 maloobchodních prodejen na Slovensku a 71 prodejen na území České republiky, převážně v obchodních centrech.
Opakovaně je uváděna jako jedna z největších hračkářských sítí na trhu vedle Sparkys, Bambule či Pompo. Podle internetového průzkumu agentury Nielsen Admosphere z roku 2017 si 38 % respondentů vybavilo značku ve spojitosti se slovem hračkářství, byla rovněž respondenty označována za cenově nejpřijatelnější. Rovněž v listopadu 2022 patřil Dráčik podle dalšího průzkumu téže agentury k nejznámějším a nejnavštěvovanějším hračkářstvím. V březnu 2023 figurovala na 8. místě v seznamu nejoblíbenějších značek podle průzkumu zákaznické zkušenosti provedeném společností KPMG.
V dubnu 2021 firma obdržela slovenské ocenění Obchodník roka 2020 a po sedmi letech tak vystřídala dominující společnost Martinus. Své prvenství obhájila i o rok později. Během pandemie covidu-19, kdy mimo jiné obecně narostl objem nákupů v e-shopech na úkor kamenných prodejen, sklízel český e-shop Dráček zákaznickou kritiku za nedodávání zboží a nekomunikaci, Česká obchodní inspekce tehdy řešila 15 podnětů.
V únoru 2022, krátce před vpádem ruských vojsk na Ukrajinu, vzbudila firma pozornost, když na svých internetových stránkách publikovala řadu kritických bannerů vůči podpisu obranné dohody Slovenska s USA. Příspěvky podobného ražení tam přibývaly i později. Po bratislavské vraždě z nenávisti v říjnu 2022 publikoval Víglaský prostřednictvím webu Dráčika i své kritické stanovisko k problematice LGBT+ komunity. Vyjadřoval se i k očkování proti covidu-19 nebo probíhající válce na Ukrajině. Příspěvky publikované zprvu jen na slovenském webu se od října 2022 začaly objevovat i na jeho české mutaci. V reakci vznikla iniciativa Dajte im vedieť vyzývající k bojkotu hračkářství, k níž se připojila mimo jiné iniciativa Sexistický kix (o rok později nominovala Dráčikovu kampaň i na stejnojmennou anticenu). Na kontroverzní prezentaci Víglaského zareagovala na podzim 2022 firma Lego coby největší Dráčikův dodavatel a pozastavila inzerci svých produktů. Od projevů obchodu se distancoval i výrobce hraček Albi, Seva a další dodavatelé. Dodávky svých výrobků však nepozastavili. Projevy v té době prošetřovala česká policie. Slovenská policie svůj postup nepotvrdila ani nevyvrátila. V lednu 2023 se web hračkářství s příspěvky jeho majitele dostal na seznam dezinformačních webů portálu Konšpirátori.sk. Víglaský ve zveřejňování kontroverzních příspěvků na svých webech pokračoval i nadále, zpochybňoval např. prezidentku Zuzanu Čaputovou a naopak vyzdvihoval ruské wagnerovce. Za rok 2022 přitom vykázal růst tržeb i čistého zisku: za dvě klíčové slovenské firmy Dráčik Divi a Dráčik Duvi vzrostly tržby meziročně z 66 na 90 milionů eur a čistý zisk z 3,7 na 4,4 milionu eur. Další kontroverze vzbudila v létě 2023 skutečnost, že hračkářství nabízelo kromě jiného výrobky ruské značky Zvezda včetně modelů ruských tanků a letounů. V květnu 2024 Víglaský v publikovaných příspěvcích vyzýval ukrajinské vojáky, pokud chtějí ukončit válku, aby stříleli opačným směrem, přičemž zároveň rozvíjel teorii, že válka na Ukrajině je cíleným záměrem USA snížit ukrajinskou populaci. V září 2024 manažer firmy Lego pro český a slovenský trh uvedl, že výrobce provádí ve vztahu k Dráčikovi hloubkové vyšetřování.